# Bielefeldzka
Bielefeldzka (bielefelder, bielefelder miniaturowy) – rasa kury domowej.
Kury rasy bielefeldzkiej są kurami o wyjątkowo dobrej niesności, użyteczności mięsnej i odporności. Jedna z nielicznych ras, u których można rozróżnić płeć kurczaka zaraz po wykluciu, co pozwala zaplanować liczebność kogutów i kurek. U kogutów dominuje barwa ochry z jasnobrązowymi prążkami na plecach i białymi plamkami na głowie, u kur-jasnobrązowe siopdło z ciemnobrązowymi prążkami na plecach i małymi pręgowanymi plamkami na głowie.